# Nancy Hogshead
Nancy Hogshead (Iowa City, Estados Unidos, 17 de abril de 1962) es una nadadora estadounidense retirada especializada en pruebas de estilo libre, donde consiguió ser campeona olímpica en 1984 en los 100 metros libre.

## Carrera deportiva
En los Juegos Olímpicos de Los Ángeles 1984 ganó la medalla de oro en los 100 metros libre —con un tiempo de 55.92 segundos, empatada con su compatriota Carrie Steinseifer, ambas por delante de la neerlandesa Annemarie Verstappen (bronce con 56.08 segundos)— y la plata en los 200 metros estilos, con un tiempo de 2:15.17 segundos, tras la también estadounidense Tracy Caulkins y por delante de la australiana Michelle Pearson; además ganó el oro junto con su equipo en los relevos de 4 x 100 metros estilo libre, con un tiempo de 3:43.43 segundos, por delante de Países Bajos y Alemania Occidental, y en los 4 x 100 metros estilos, por delante de Alemania Occidental y Canadá.